# Salmo 94
Il salmo 94 (93 secondo la numerazione greca) costituisce il novantaquattresimo capitolo del Libro dei salmi.